# 渋江政光

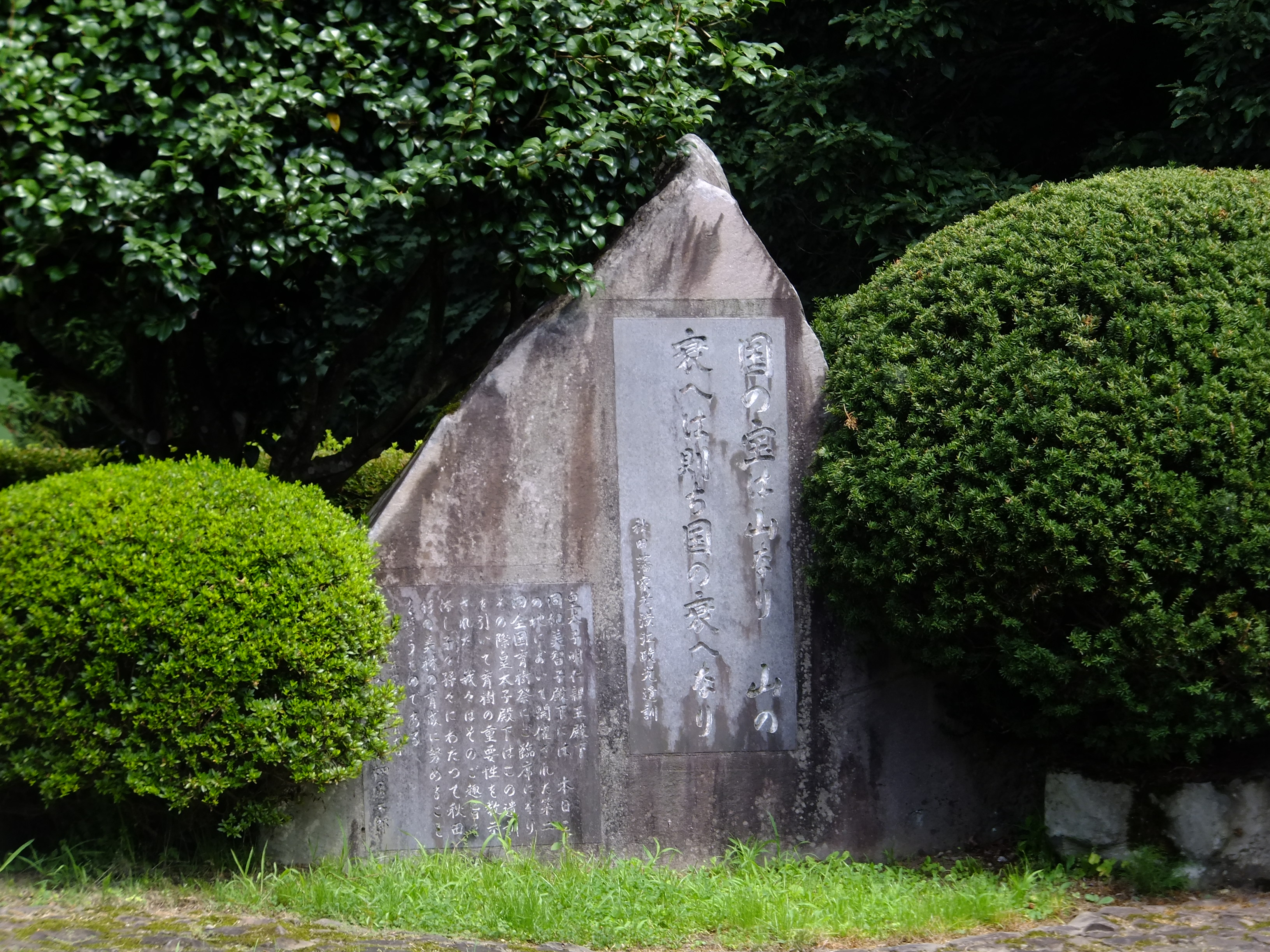
渋江政光の言、「国の宝は山なり、山の衰えはすなわち国の衰えなり」が記された石碑。秋田県仙北市秋田県県民の森にて

渋江 政光（しぶえ まさみつ）は、安土桃山時代から江戸時代初期にかけての武将。小山家、佐竹家家臣。出羽久保田藩（秋田藩）の家老を務めて藩政改革を行った。通称は内膳。

## 生涯
天正2年（1574年）、下野国の小山秀綱家臣・荒川秀景の子として誕生した。
天正18年（1590年）に豊臣秀吉の小田原征伐の際に抵抗した小山家は改易されて、政光も浪人となった。しかし、政光の才能を見込んだ佐竹家家臣・人見藤道の推挙で佐竹義宣に仕え、20歳の時に佐竹家の重臣であった渋江氏を相続することになり、荒川弥五郎から渋江内膳政光に改名する。
関ヶ原の戦い後、秋田に減転封された佐竹家では義宣が家中の改革を断行し、慶長8年（1603年）に政光は家老に抜擢された。だが、他家の旧臣である政光らの抜擢に譜代の家臣からの不満が高まり、遂には義宣と政光の暗殺を企てた家老・川井忠遠らが逆に粛清されるという事件（川井事件）まで起こっている。この影響で政光の家老昇格は一旦見送られ、正式に家老に任じられたのは慶長12年（1607年）だった。
政光は久保田城築城に際して梶原政景と共に縄張に従事。また検地制度の改革などを実施して、農業生産と藩財政の安定に尽力した。これを渋江田法（しぶえでんほう）と呼んで、他藩や江戸幕府も農業政策の参考にしたといわれている。林業政策にも携わり、「国の宝は山なり、然れども伐り尽くす時は用に立たず、尽きざる以前に備えを立つべし、山の衰えは即ち国の衰えなり」という言葉を残している。
慶長19年（1614年）、主君・義宣と共に大坂冬の陣に出陣し、今福において後藤基次・木村重成と激突した（今福の戦い）。この際、主君を守って奮戦した政光であったが、最後は流れ弾を受けて戦死した。享年41。

## 子孫
政光の死後は、義宣より偏諱を受けた嫡男・宣光（のぶみつ）が跡を継いだ。しかし宣光は嗣子なくして死去し、庶子のため跡目から外されていた長男（宣光の兄）の光久（みつひさ）がその跡を継いでいる。渋江宗家は幕末までに藩内最多となる8人の家老を輩出し（政光、光久、隆光、処光、格光、峯光、明光、厚光）、分家も多く、家中屈指の名家として梅津宗家と並び「大渋江」「大梅津」と称されるようになった。

## 屋敷
渋江宗家の屋敷は、江戸時代を通じて久保田城三ノ丸下中城の西側高台（現在のあきた芸術劇場ミルハス所在地）にあった。本丸が火災に遭った時は藩主の仮御殿として使われ、明治維新後も伝習学校や秋田県公会堂など大規模な施設が置かれる一等地であった。

## 顕彰
- 2020年度林業遺産（渋江政光の林業思想に関する古文書及び石碑）[6]

## 関連作品
マンガ
- 岩明均：『雪の峠』 - 『雪の峠・剣の舞』に収録（2001年、KCDX。2004年、講談社漫画文庫）